# Округ Спинк (Јужна Дакота)
Спинк (енгл. Spink County) је округ у америчкој савезној држави Јужна Дакота.

## Демографија
По попису из 2010. године број становника је 6.415, што је 1.039 (-13,9%) становника мање него 2000. године.
| Група             | 2000.         | 2010.         |
| Белци             | 7.254 (97,3%) | 6.194 (96,6%) |
| Афроамериканци    | 16 (0,2%)     | 17 (0,3%)     |
| Азијати           | 7 (0,1%)      | 7 (0,1%)      |
| Хиспаноамериканци | 29 (0,4%)     | 71 (1,1%)     |
| Укупно            | 7.454         | 6.415         |